# Чёрная Лахта
Чёрная Ла́хта — деревня Лебяженского городского поселения Ломоносовского района Ленинградской области.

## История
На карте Ингерманландии А. И. Бергенгейма, составленной по шведским материалам 1676 года, обозначена мыза швед. Mustaluio.
После победы в Северной войне (1700—1721 годов) Пётр I значительную часть Копорского уезда Ингерманландии пожаловал своему ближайшему сподвижнику Александру Даниловичу Меншикову. Чёрная Лахта досталась А. Г. Разумовскому.
Селение Чёрная Лахта упомянуто на карте Санкт-Петербургской губернии Я. Ф. Шмидта 1770 года.
Согласно 8-й ревизии 1833 года деревня Чёрная Лахта принадлежала действительному статскому советнику Д. Н. Доброжанскому.

ЧЁРНАЯ ЛАХТА — деревня принадлежит наследникам господина Добржанскаго, число жителей по ревизии: 50 м. п., 37 ж. п. (1838 год)

Согласно 9-й ревизии 1850 года деревня Чёрная Лахта принадлежала помещику Аристу Ивановичу Дребсу.

ЧЁРНАЯ ЛАХТА — деревня надворного советника Дребса, по просёлочной дороге, число дворов — 11, число душ — 41 м. п. (1856 год)

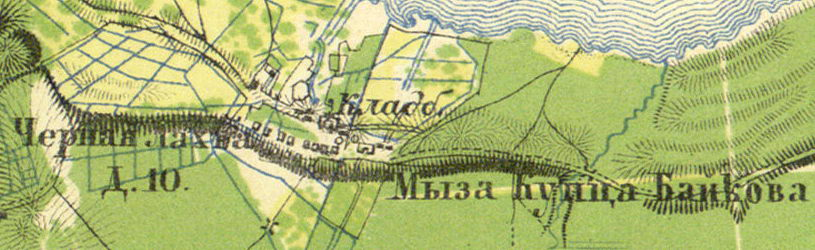
Деревня Чёрная Лахта на карте 1860 года

В 1860 году деревня Чёрная Лахта при мызе купца Байкова насчитывала 10 дворов.

ЧЁРНАЯ ЛАХТА — деревня владельческая при колодцах, на приморском просёлочном тракте, в 40 верстах от Петергофа, число дворов — 15, число жителей: 45 м. п., 45 ж. п. (1862 год)

Согласно материалам по статистике народного хозяйства Петергофского уезда 1887 года мыза Чёрная Лахта площадью 26 десятин принадлежала артисту императорских театров П. Н. Ирошникову (Дюжикову), она была приобретена в 1885 году за 7000 рублей.
В конце XIX века деревня административно относилась к Ковашевской волости 2-го стана Петергофского уезда Санкт-Петербургской губернии, в начале XX века — 3-го стана.
С 1917 по 1922 год деревня входила в состав Гора-Валдайского сельсовета Ковашевской волости Петергофского уезда.
С 1922 года в составе Шепелёвского сельсовета.
С 1923 года в составе Троцкого уезда.
Согласно данным переписи населения СССР 1926 года в деревне Чёрная Лахта проживали 200 человек — большинство русские, а также латыши и поляки.
С февраля 1927 года в составе Ораниенбаумской волости. С августа 1927 года в составе Ораниенбаумского района.
В 1928 году население деревни составляло 1394 человека.
По данным 1933 года деревня Чёрная Лахта входила в состав Шепелёвского сельсовета Ораниенбаумского района.

План деревни Чёрная Лахта. 1938 год

Согласно топографической карте 1938 года деревня насчитывала 49 дворов.
С февраля 1963 года в составе Гатчинского района. С августа 1963 года в составе Лебяженского сельсовета.
С 1965 года в составе Ломоносовского района. В 1965 году население деревни составляло 89 человек.
По данным 1966 года деревня Чёрная Лахта также находилась в составе Лебяженского сельсовета.
По данным 1973 года деревня Чёрная Лахта находилась в составе Лебяженского поссовета.
По данным 1990 года деревня Чёрная Лахта входила в состав Шепелёвского сельсовета Ломоносовского района.
В 1997 году в деревне Чёрная Лахта Шепелёвской волости проживали 16 человек, в 2002 году — 32 человека (русские — 97 %).
в 2007 году в деревне Чёрная Лахта Лебяженского ГП — 18 человек.

## География
Деревня расположена в северо-западной части района на автодороге 41А-007 (Санкт-Петербург — Ручьи).
Расстояние до административного центра поселения — 10 км.
Расстояние до ближайшей железнодорожной станции Краснофлотск — 7 км.
Деревня находится на берегу Финского залива при впадении в него реки Чёрной.

## Демография
| 1862 | 1997 | 2002 | 2007 | 2010 | 2017 |
| ---- | ---- | ---- | ---- | ---- | ---- |
| 90   | ↘16  | ↗32  | ↘18  | ↗24  | ↘22  |

## Достопримечательности
- Деревянная усадьба Байковых, усадебные постройки и остатки усадебного парка
- Деревянные дома конца XIX века с резьбой
- Часовня Серафима Вырицкого
- Заказник «Лебяжий» (вокруг деревни)
- Поблизости — батарея «Серая Лошадь» и Форт Красная Горка

## Фото

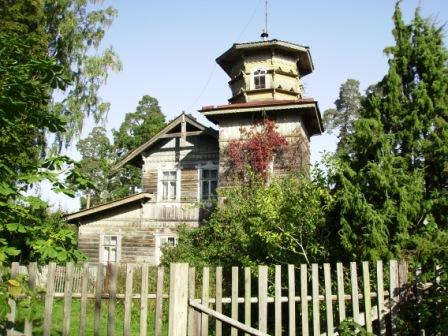
Деревня Чёрная Лахта. 2008 год

## Улицы
Балтийская, Садовая, Солнечная.